# Primera División C 2020
El campeonato de la Primera División C Profesional 2020 del fútbol paraguayo, iba a ser la vigésimo cuarta edición oficial de la Primera División C como Cuarta División, organizado por la Asociación Paraguaya de Fútbol.
Serían 12 los equipos que competirán en el campeonato.
El torneo iba a arrancar el viernes 17 de abril, pero debido a pandemia de COVID-19, la competencia quedó varada, el jueves 21 de mayo la Asociación Paraguaya de Fútbol confirmó que esta edición quedó cancelada, debido a que no cuentan con las medidas de seguridad correspondientes.

## Ascensos y descensos
| Ascendidos a Primera División B                           |
| --------------------------------------------------------- |
| 12 de Octubre SD (Campeón de la Primera División C 2019)  |
| Olimpia de Itá (Subcampeón de la Primera División C 2019) |

| Desprogramado por una temporada                        |
| ------------------------------------------------------ |
| Valois Rivarola (Peor promedio de la temporada pasada) |

| Desprogramados que retornan                   |
| --------------------------------------------- |
| Sport Colombia (Desprogramado temporada 2018) |

| Descendidos de Primera División B                      |
| ------------------------------------------------------ |
| General Caballero ZC (Último en la tabla de promedios) |
| Capitán Figari (Penúltimo en la tabla de promedios)    |

## Equipos participantes
Central.
| Equipo               | Fundación               | Ciudad               | Estadio                 | Capacidad |
| -------------------- | ----------------------- | -------------------- | ----------------------- | --------- |
| 1° de Marzo          | 1 de marzo de 1963      | Fernando de la Mora  | 1° de Marzo             | 2000      |
| General Caballero ZC | 6 de septiembre de 1918 | Asunción             | Hugo Bogado Vaceque     | 5000      |
| Benjamín Aceval      | 6 de junio de 1918      | Villa Hayes          | Isidro Roussillón       | 5000      |
| General Caballero CG | 10 de febrero de 1948   | Luque                | 26 de Febrero           | 1000      |
| Humaitá              | 19 de febrero de 1932   | Mariano Roque Alonso | Pioneros de Corumba Cué | 7000      |
| Juventud             | 28 de agosto de 1920    | Asunción             | Juventud                | 2000      |
| Oriental             | 12 de marzo de 1912     | Asunción             | Oriental                | 1800      |
| Pinozá               | 11 de enero de 1922     | Asunción             | Alfredo Stroessner      | 80        |
| Silvio Pettirossi    | 11 de marzo de 1926     | Asunción             | Bernabé Pedrozo         | 4000      |
| Sport Colonial       | 18 de enero de 1948     | Asunción             | Celestino Mongelós      | 600       |
| Sport Colombia       | 1 de noviembre de 1924  | Fernando de la Mora  | Alfonso Colmán          | 7000      |
| Capitán Figari       | 1 de marzo de 1931      | Lambaré              | Juan B. Ruíz Díaz       | 5500      |

### Distribución geográfica de los equipos
| Departamento                     | # | Clubes |
| -------------------------------- | - | --- |
| Distrito Capital                 | 6 | General Caballero ZC, Colonial, Juventud, Oriental, Pinozá, Silvio Pettirossi                                                              |
| Departamento Central             | 5 | Humaitá (Mariano Roque Alonso); General Caballero CG (Luque); 1° de Marzo y Sport Colombia (Fernando de la Mora); Capitán Figari (Lambaré) |
| Departamento de Presidente Hayes | 1 | Benjamín Aceval (Villa Hayes) |